# Стеван Брадић
Стеван Брадић (1982, Нови Сад) је српски песник,  преводилац и књижевни критичар.

## Биографија
Основне студије завршио је на Одсеку за компаративну књижевност Филозофског факултета у Новом Саду. Дипломе мастера стекао у на универзитетима у Новом Саду (компаративна књижевност) и Стокхолму (енглеска књижевност). Докторирао је 2016. године на Одсеку за компаративну књижевност у Новом Саду са тезом "Режими чулности у модерном европском песништву (Т.С. Елиот, Г. Тракл, М. Црњански)". Пише поезију, есеје, приказе и критику, преводи са енглеског.
Запослен је на Одсеку за компаративну књижевност Филозофског факултета у Новом Саду.
Објавио је збирке песама У котларници (2013), На земљи (2017) и Јастог (2021), као и студије Симулација и гастрономија (2012), Немогући завичај (2020) и Неми говор (2021). Приредио је две антологије: Логичне побуне: антологија савремене српске поезије (2022) и Линије бекства: антологија савремене поетске и визуелне културе у Новом Саду (2022). Превео је велики број песничких и филозофских текстова на српски језик. У књижевној периодици је приредио темате посвећене Артуру Рембоу, Т. С. Елиоту, Жаку Рансијеру и савременој америчкој поезији. Поезија му је превођена на енглески, немачки, русински и мађарски језик.
Боравио је на резиденцијалним боравцима у Италији (2017) и Мађарској (2020), а као гостујући предавач држао је семинаре у на универзитетима у Европи и САД. Био је стипендиста фондације Фулбрајт (2019), Akademie Schloss Solitude (2021) и Шведског института (2012-2013).  
Уредник је песничке едиције  у Прелом издаваштву, главни је уредник часописа и портала за књижевност, филозофију и друштвену теорију Ризом, видео платформе Мрачна комора и манифестације Књижевна машина.
Члан је уређивачког одбора часописа за књижевност, уметност и културу Златна греда.
Члан је Америчке асоцијације за компаративну књижевност (ACLA), Шведске асоцијације за америчке студије (SAAS) и Друштва књижевника Војводине.
Добитник је награде Васко Попа за 2022. годину. 

## О његовом делу
Више критичара новије генерације писало је о Брадићевом песништву. Поводом збирке песама На земљи Синиша Туцић наводи да се код Брадића ради "о новом сензибилитету промишљене побуне, која настаје из лирике амбијента градских слика, из осећања, призора, затечености чије је једино исходиште промена. Након краха великих наратива XX века који је довео до приче о крају револуције и Фукујаме, ипак крећемо у другом правцу. Ишодиште није крај. Поучени искуствима уместо да се расипамо у бесу против машине, овај пут требамо да научимо да је саставимо и раставимо, како је то песник написао. Зато су поетичка и теоријска промишљање света у којем живимо и појава које нас окружују важна. Укратко, лирика и побуна код Брадића иду заједно, сведене на меру добро написане и промишљене збирке, што понекад делује убојитије од великих речи и парола".
О истој збирци Бранислав Живановић закључује следеће: "Брадић исписује оквир протестних стихова који свој узор и пандан могу да нађу у Вијону, Брехту, Блоку, Мајаковском, итд., са потенцијалом да интервенишу сентенцом као паролом чија би морална снага могла постати покретач не само интелектуалног или емоционалног апарата, већ активног делања побуњеног човека зарад побољшања статуса и квалитета властитог живота, па макар оно било и на кратке стазе. Јер иако ствари и прилике нису оптимистичне, нису нам наклоњене и можда не можемо на њих утицати и над њима тријумфовати, то свакако не треба да буде изговор или разлог да се за бољи свет и стварност коју делимо не вреди борити". 

## Дела

### Поезија
- У котларници, Нови Сад: Адреса, 2013.
- На земљи, Београд: Трећи трг, 2017.
- Јастог, Нови Сад: Прелом, 2021.

### Студије
- Симулација и гастрономија, Београд: Службени гласник, 2012.
- Немогући завичај, Шабац: Фондација „Станислав Винавер“, 2020.
- Неми говор, Нови Сад: Издавачка књижарница Зорана Стојановића, 2021.

### Антологије
- Логичне побуне: антологија савремене српске поезије, Београд: Лагуна, 2022.
- Линије бекства: антологија савремене поетске и визуелне културе у Новом Саду, Нови Сад: Мрачна комора, 2022.